# Туроверов (хутор)
Туроверов — хутор в Миллеровском районе Ростовской области. Входит в состав Верхнеталовского сельского поселения.

## География

### Улицы
- ул. Российская,
- пер. Молодёжный,
- пер. Широкий.

## История
Возник в конце 70-х годов XVIII века. В 1774 году старшина Туроверов был послан в станицу Зимовейскую «… для забрания находящихся в той станице злодея Пугачёва, жены и детей, и буде есть родных братьев». После выполнения поручения старшина Туроверов получил дарственный надел земли в 200 десятин в пожизненное пользование. В дальнейшем земля передавалась по наследству.
| Основное название | Другие названия      | до 1917 - Область Войска Донского, Донецкий округ, волость: | Вероисповедание жителей | Расположение                                                         | В наличии объекты     | Население, чел.                 | Особенности                                  |
| ТУРОВЕРОВКА       | Немецкая Туроверовка | Тарасовская                                                 | Лютеране                | Село на арендн. земле, осн. в 1902. В 25 км к юго-вост. от Миллерово | Земли 364 дес. (1909) | 72 (1904), 46 (1909), 74 (1915) | Назв. по фамилии землевладельцев Туроверовых |
| ----------------- | -------------------- | ----------------------------------------------------------- | ----------------------- | -------------------------------------------------------------------- | --------------------- | ------------------------------- | -------------------------------------------- |

## Население
| 2010 |
| ---- |
| 204  |